# Michael Hendrikse
Michael Hendrikse es un deportista estadounidense que compitió en tiro con arco, en la modalidad de arco compuesto. Ganó dos medallas de oro en el Campeonato Mundial de Tiro con Arco en Sala de 1995, en las pruebas individual y por equipo.

## Palmarés internacional
| Campeonato Mundial en Sala | Campeonato Mundial en Sala | Campeonato Mundial en Sala | Campeonato Mundial en Sala |
| Año                        | Lugar                      | Medalla                    | Prueba                     |
| -------------------------- | -------------------------- | -------------------------- | -------------------------- |
| 1995                       | Birmingham (Reino Unido)   | Medalla de oro             | Individual                 |
| 1995                       | Birmingham (Reino Unido)   | Medalla de oro             | Equipo                     |